# Vampire: The Masquerade - Bloodlines
Vampire: The Masquerade - Bloodlines é um RPG eletrônico desenvolvido pela Troika Games e distribuído pela Activision, jogado tanto em modo de primeira pessoa quanto em terceira pessoa. Utiliza o motor gráfico Source Engine da Valve, a mesma utilizada em Half-Life 2. É baseado no RPG de mesa Vampiro: A Máscara, da editora White Wolf, Inc.. O jogo permite que o jogador selecione um dentre sete clãs de vampiros, com diferentes vantagens e desvantagens.

## Introdução
O jogo começa com a criação do personagem através da seleção de um dos sete clãs de vampiros disponíveis, o personagem pode ser customizado com a escolha de: sexo, nome, e de suas características físicas, mentais e sociais, através da distribuição de pontos. Depois de criado, o jogo começa com um filme introdutório mostrando o personagem sendo transformado por um vampiro mais velho em uma criatura da noite. 
Pouco depois da transformação, tanto o jogador quanto seu senhor são capturados por outros vampiros, que servem à Camarilla (organização que controla as leis vampíricas). Colocados diante do Príncipe dos vampiros de Los Angeles, senhor e cria são condenados à morte, pois transformar em vampiro sem a autorização é um crime capital. O senhor é executado, mas a cria (o jogador) é poupado quando o líder dos Anarquistas (organização oposicionista à Camarilla) protesta contra o Príncipe.

### O Sarcófago de Ankara
As notícias de que um sarcófago importante para os vampiros será examinado está afetando não somente eles, mas também os humanos. O Príncipe Lacroix soube da importância do fato e quer que o personagem consiga-o a qualquer custo. Mas ele não é o único. Há rumores de que esse tão falado sarcófago guarda a múmia de um Rei Assírio, que pertencia à terceira-geração dos vampiros, uma das mais antigas e poderosas que já existiu. Porém alguns especialistas alertam que este não deve ser aberto, pois trará graves consequências. A líder dos Kuei-Jin, Ming Xiao, também demonstra interesse pelo sarcófago, e com muito esforço ela consegue e guarda para si a chave para abri-lo.

No final do jogo, o personagem pode decidir o que fará com o sarcófago. Ele poderá se aliar aos anarquistas, aos Kuei Jin, continuar com a Camarilla ou ficar por conta própria. Independente da decisão do jogador, o fato é que Jack Sorridente abrira antes de todos o sarcófago, e roubara a múmia que estava contida. Em seu lugar, Jack arma milhares de explosivos e assina com um bilhete "Love, Jack" - Com amor, Jack -. O prédio de Sebastian Lacroix explode e, dependendo da decisão que o jogador tomou, ou o personagem escapa do prédio vivo, ou morre junto com todos.

### Clãs
Em Bloodlines, você pode jogar como um vampiro de um dos vários clãs que são membros da Camarilla. Cada clã faz referências a um popular arquétipo de vampiros. Existem os decadentes Toreadores, que fazem lembrar os vampiros dos contos de Anne Rice; os aristócraticos Ventrue, que relembram Drácula, de Bram Stoker, e os deformados Nosferatu, similares ao vampiro do clássico de 1922, realizado por F.W. Murnau. Cada clã é virado para um estilo de jogo totalmente diferente, por isso cada pessoa encontra sempre um que lhe convenha.

### Elenco
Estes são os personagens mais notáveis a aparecerem no jogo:
- Sebastian Lacroix: Um vampiro belga, membro do clã Ventrue, Lacroix é o Príncipe de Los Angeles e líder da Camarilla local. Tendo mais de 180 anos, ele serviu sob as ordens de Napoleão Bonaparte, atualmente é o presidente da Lacroix Foundation, habitando a cobertura de sua Venture Tower, no centro de L.A.

- Nines Rodriguez: Um Brujah que viveu o período da Grande Depressão, e que desde essa época se interessou pelas causas sociais. Nines é uma espécie de líder para os anarquistas, mesmo que não se veja assim. Ele deseja tornar Los Angeles novamente em um estado livre anarquista. Poderá ser encontrado no bar Last Round em Downtown. Ao que parece o senhor de Nines também o abandonou ou foi morto, e talvez esse seja um dos motivos que o levaram a intervir em favor do personagem do jogador.

- Ming Xiao: Líder dos Kuei-Jin em Los Angeles e sacerdotisa do Templo Dourado. Tem um interesse especial pelo sarcófago de Ankara.

- Jack Sorridente: é um Brujah anarquista que auxilia o personagem no início do jogo. Uma verdadeira lenda no meio anarquista, a única coisa que se sabe com certeza sobre o passado de Jack é que ele já foi um pirata. Poderá ser encontrado no bar Last Round em Downtown.

- Beckett: Um Gangrel solitário e erudito. Anda intrigado com os vários acontecimentos recentes, entre eles o surgimento dos sangues-fracos. Sendo um arqueólogo, pretende descobrir a verdade sobre o sarcófago de Ankara e acabar com as crendices e superstições que o cercam. Apesar de aparentemente não fazer parte da Camarilla, Beckett tem um espírito independente e suas qualidades de pesquisador são extremamente admiradas ao ponto de a Camarilla não o incomodar. O único desejo de Beckett é descobrir a verdade, e por isso ele o estará ajudando.

- Therese Voerman: Malkaviana. Dona da boate Asylum, onde pode ser encontrada. Atualmente, Therese mantém uma rixa com Bertram Tung pelo domínio de Santa Mônica. Therese almeja tornar-se a baronesa do distrito. Therese, entretanto, vê em sua irmã Jeanette, um enorme empecilho a isso, visto que ela está mais preocupada em levar uma não-vida cheia de diversão intensa e desenfreada atividade sexual, para o desespero da recatada Therese.

- Jeanette Voerman: Malkaviana, dona da boate Asylum junto com sua irmã Therese. Ao contrário de Therese parece ter uma relação bastante amigável com Bertram Tung, e também com todos os homens do distrito de Santa Mônica. Completamente louca, mimada e sedutora, Jeanette parece mesmo sentir um certo prazer em atrapalhar os planos e sonhos de poder da “irmã”.

- O Xerife: O guarda-costas pessoal de Lacroix, o Xerife é um vampiro de origem ignorada. Ninguém sabe de onde ele veio ou qual é o seu verdadeiro nome. Assustador, o Xerife é um negro com mais de 2,5m de altura, de ombros largo como um armário, músculos imensos e olhos vermelho-sangue. Em certo momento, Lacroix declara que os dois se conheceram na África há mais de 100 anos atrás. O Xerife nunca fala e carrega sempre uma espada consigo.

- Gary Golden: Líder Nosferatu e primigênie de seu clã.  Antes de ser abraçado era um belo e egocêntrico ator de cinema. Gary possui um interesse lascivo pela maioria das vampiras do jogo, e possui uma coleção invejável de pôsteres de nu “artístico” que partilhará com o personagem caso lhe faça alguns favores. Assim como seu senhor puniu seu egocentrismo vaidoso transformando-o em um pavoroso Nosferatu, Gary fez o mesmo à Imalia, que antes de ser abraçada era uma bela e vaidosa modelo. Ao visitá-lo em seu refúgio secreto, você perceberá que Gary tem um senso de humor um pouco funesto.

- Maximillian Strauss: Primigênie de seu clã em Los Angeles e Regente da capela Tremere de Downtown, Max não tem uma visão muito lisonjeira do príncipe Lacroix, mas é discreto quanto às suas opiniões e na defesa dos interesses da Camarilla, buscando a oportunidade ideal para agir. Max pode ser encontrado na capela tremere, em Downtown.

Sobre Jeanette e Therese
Ao decorrer do jogo, o personagem descobre que elas são duas personalidade em um mesmo corpo, fruto da loucura malkaviana. Voerman já estava certamente alterada quando foi transformada em vampira. A causa disso provavelmente foram os abusos sexuais que sofreu de seu pai quando era criança e ainda durante a adolescência. Foi quando acabou assassinando o pai, considerado um acidente. Pela história de Jeanette, provavelmente ela ficou um tempo internada depois disso.

## Trilha Sonora
| Música         | Banda                  | Aparição no jogo                                                     |
| -------------- | ---------------------- | -------------------------------------------------------------------- |
| "Swamped"      | Lacuna Coil            | Final do Jogo - Créditos                                             |
| "Cain"         | Tiamat                 | Asp Hole (Holywood)                                                  |
| "Bloodlines"   | Al Jourgensen/Ministry | Club Confession (Downtown)                                           |
| "Isolated"     | Chiasm                 | The Asylum (Santa Monica)                                            |
| "Lecher Bitch" | Genitorturers          | The Last Round (Downtown)                                            |
| "Smaller God"  | Darling Violetta       | The Empire Hotel (Downtown), Rádio dos sangues-fracos (Santa Monica) |